# António Nobre
António Pereira Nobre (né le 16 août 1867 à Porto – mort le 18 mars 1900 à Foz do Douro) est un poète portugais. Il a publié un seul recueil, Só, paru à Paris en 1892.

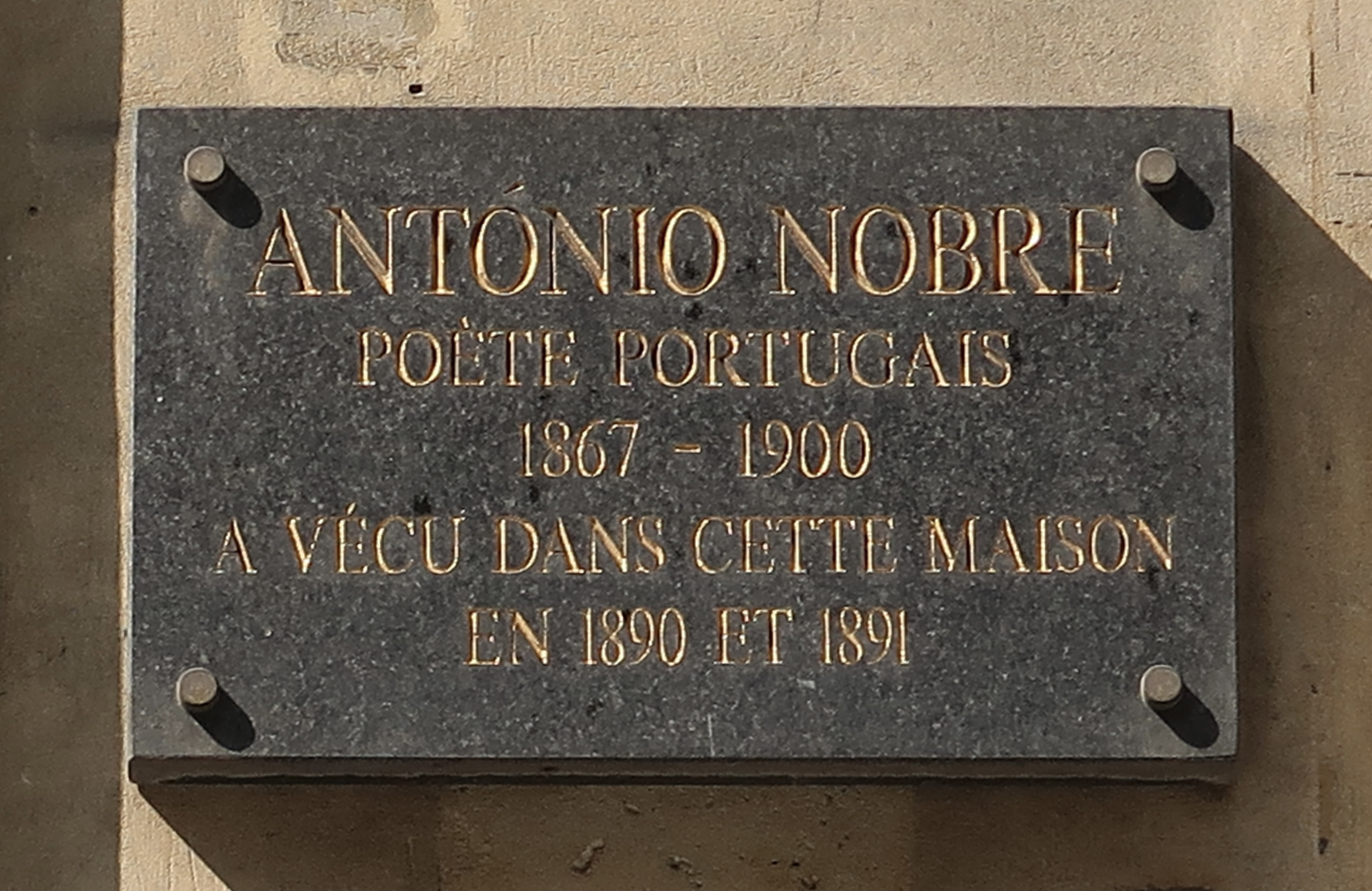
Plaque.

Entre 1890 et 1891, il vit au no 12 rue de la Sorbonne (Paris), où une plaque commémorative lui rend hommage.